# Hakim Zijach
Hakim Zijach (arabsky حكيم زيياش‎, * 19. března 1993 Dronten) je marocký profesionální fotbalista nizozemského původu, který hraje na pozici křídelníka za Katarský klub Al Duhail a za marocký národní tým.
Na mládežnické úrovni reprezentoval Nizozemsko, v seniorské kategorii nastupoval za Maroko. Maroko reprezentoval na Mistrovství světa v roce 2018 a v roce 2022 a na Africkém poháru národů v roce 2019.

## Klubová kariéra

### Heerenveen
Zijach nastoupil do akademie Heerenveenu v roce 2004. V roce 2012 se dostal do A-týmu. Debutoval 2. srpna 2012 v zápase 3. předkola Evropské ligy proti rumunskému celku FC Rapid București (výhra 4:0).

### Twente
V dresu Twente Zijach dohromady odehrál 68 ligových utkání a podílel se dohromady na 57 brankách klubu (třicet gólů, sedmadvacet asistencí).
V sezóně 2015/16 byl marocký záložník nejproduktivnějším záložníkem nizozemské nejvyšší soutěže, když vstřelil 17 branek a na dalších 12 přihrál. Druhý Davy Klaassen z Ajaxu měl podíl 24 brankách.

### Ajax
V srpnu 2016 přestoupil Zijach z Twente do Ajaxu Amsterdam.
Dne 17. září 2017 asistoval Zijach na první gól Ajaxu do sítě ADO Den Haag. Jednalo se už o stou branku v Eredivisie, na které se marocký fotbalista podílel (51 gólů, 49 asistencí), a to v pouhých 137 startech. 24. prosince odehrál svůj 150. zápas v nizozemské nejvyšší soutěži.
V září 2018 byl Zijach oceněn jako nejlepší fotbalista sezóny 2017/18 v nizozemské Eredivisie. Sportovní novináři dali Zijachovi přednost před útočníkem Alkmaaru Alirezou Jahanbakhshem a obránce Matthijsem de Ligtem taktéž z Ajaxu.
S Ajaxem v ročníku 2018/19 dosáhl semifinále Liga mistrů UEFA 2018/19 a v domácí soutěži se radoval ze zisku ligové trofeje, ke které přispěl 16 brankami a 17 asistencemi. Z Ajaxu na přelomu června a července odešel Frenkie de Jong do Barcelony a také kapitán Matthijs de Ligt, který zamířil do Juventusu. Po sezoně se stal předmětem přestupových spekulací také Zijach, na rozdíl od jiných klíčových hráčů se však rozhodl v Ajaxu zůstat, když odmítl nabídku španělské Sevilly.
V srpnu 2019 pak Zijach prodloužil svou smlouvu s Ajaxem do léta 2022.
Dne 14. září 2019 odehrál Zijach své 200. utkání v Eredivisie.
V únoru 2020 se domluvil na přestupu do Chelsea, kterou posílil po konci sezóny 2019/20. V září 2020 získal Zijach ocenění pro nejlepšího hráče Eredivisie, když pro něj hlasovalo 58,26 % všech účastníků a skončil daleko před svými bývalými spoluhráči Dušanem Tadićem (druhé místo se 7,75 %) a André Onanou (třetí místo se 7,13 %).

### Chelsea
V létě 2020 přestoupil Zijach do londýnské Chelsea. Londýnský celek za ofenzivního tahouna úřadujícího šampiona Eredivisie zaplatil 33,3 milionu liber, přičemž pro reprezentanta Maroka byl nachystaný pětiletý kontrakt.
Zijach si v srpnu 2020 poranil koleno a přišel tak o úvod nové sezony. Svého debutu v dresu Chelsea se dočkal až 17. října, kdy nastoupil na závěr zápasu proti Southamptonu. O dva týdny později gólem a asistencí rozhodl o výhře 3:0 nad Burnley. 5. prosince si Zijach v první půli utkání proti Leedsu poranil stehenní sval. Zranění jej vyřadilo ze hry na dva týdny. S Chelsea ovládl v roce 2021 Ligu mistrů. Ve své první sezóně v Anglii odehrál dohromady 39 utkání, v nichž vstřelil 6 branek.
Zijach nastoupil v Superpoháru UEFA proti Villarrealu a v zápase, který dospěl až do prodloužení, otevřel skóre ve 27. minutě. Ještě v prvním poločase však byl kvůli zranění vystřídán Christianem Pulišićem, a tak jen z lavičky sledoval penaltový rozstřel, který Chelsea vyhrála a získala druhý titul v Superpoháru. V únoru 2022 se Zijach zúčastnil se Mistrovství světa klubů 2021. Ve finále Chelsea porazila Palmeiras.
Během druhé poloviny roku 2022 Zijach v Chelsea nedostával potřebný prostor a jeho šance na větší minutáž se ještě více zmenšily poté, co do anglické metropole přišlo několik nových posil, a tak Zijach prý apeloval na vedení The Blues, aby mohl zamířit jinam. V lednu 2023 měl Zijach odejít na půlroční hostování do Paris Saint-Germain. Marocký reprezentant měl být hlavně náhradou za Pabla Sarabiu, který zamířil do Wolverhamptonu. Vedení francouzské ligy však hostování zamítlo, protože se podle agentury AFP nestihlo zaregistrovat před uzávěrkou přestupů. Marocký fotbalista v Paříži úspěšně prošel lékařskou prohlídku, Chelsea ale neposlala včas potřebné dokumenty k registraci transferu v systému FIFA.

## Reprezentační kariéra

### Nizozemsko
Zijach byl členem nizozemského reprezentačního výběru do 21 let (Jong Oranje). Debutoval v přátelském zápase 14. srpna 2013 pod trenérem Stuivenbergem proti domácí České republice, kde nastoupil do druhého poločasu. Mladí Nizozemci podlehli na stadionu Viktorie Žižkov v Praze ČR 0:1.

### Maroko
HakIm Zijach je podle pravidel FIFA způsobilým pro reprezentaci Maroka. V A-mužstvu Maroka debutoval v roce 2015.
Na Africký pohár v roce 2017 Zijach kvůli neshodám s Hervém Renardem necestoval, což v kombinaci s výpadky dalších ofenzivních hvězd útočnou vozbu Maroka do jisté míry paralyzovalo, takřka ihned po jeho skončení se však zařadil mezi stálice a hlavní opory sestavy.
V září 2021 Zijach chyběl kvůli nevhodnému chování v nominaci marocké reprezentace pro zápasy kvalifikace mistrovství světa. Podle trenéra Vahida Halilhodžiče při červnové přípravě předstíral zranění a odmítl nastoupit. Zijach chyběl i v nominaci na africký šampionát.
Dne 8. února 2022 Zijach oznámil ukončení své reprezentační kariéry ve věku 28 let. Jako hlavní důvod jsou vnímány neshody s reprezentačním trenérem Vahidem Halilhodžićem, který ho obvinil z předstírání zranění.
Po příchodu nového trenéra Walida Regraguiho se Zijach vrátil na reprezentační scénu.

## Statistiky
K zápasu odehranému 27. července 2020
| Klub       | Sezóna  | Liga           | Liga   | Liga | Národní pohár | Národní pohár | Ligový pohár | Ligový pohár | Evropské poháry | Evropské poháry | Ostatní | Ostatní | Celkem | Celkem |
| Klub       | Sezóna  | Liga           | Zápasy | Góly | Zápasy        | Góly          | Zápasy       | Góly         | Zápasy          | Góly            | Zápasy  | Góly    | Zápasy | Góly   |
| ---------- | ------- | -------------- | ------ | ---- | ------------- | ------------- | ------------ | ------------ | --------------- | --------------- | ------- | ------- | ------ | ------ |
| Heerenveen | 2012/13 | Eredivisie     | 3      | 0    | 1             | 0             | —            | —            | 2               | 0               | 2       | 0       | 8      | 0      |
| Heerenveen | 2013/14 | Eredivisie     | 31     | 9    | 3             | 2             | —            | —            | —               | —               | 2       | 0       | 36     | 11     |
| Heerenveen | 2014/15 | Eredivisie     | 2      | 2    | —             | —             | —            | —            | —               | —               | —       | —       | 2      | 2      |
| Heerenveen | Celkem  | Celkem         | 36     | 11   | 4             | 2             | —            | —            | 2               | 0               | 4       | 0       | 46     | 13     |
| Twente     | 2014/15 | Eredivisie     | 31     | 11   | 5             | 4             | —            | —            | 2               | 0               | —       | —       | 38     | 15     |
| Twente     | 2015/16 | Eredivisie     | 33     | 17   | 1             | 0             | —            | —            | —               | —               | —       | —       | 34     | 17     |
| Twente     | 2016/17 | Eredivisie     | 4      | 2    | —             | —             | —            | —            | —               | —               | —       | —       | 4      | 2      |
| Twente     | Celkem  | Celkem         | 68     | 30   | 6             | 4             | —            | —            | 2               | 0               | —       | —       | 76     | 34     |
| Ajax       | 2016/17 | Eredivisie     | 28     | 7    | 1             | 1             | —            | —            | 13              | 2               | —       | —       | 42     | 10     |
| Ajax       | 2017/18 | Eredivisie     | 34     | 9    | 1             | 0             | —            | —            | 4               | 0               | —       | —       | 39     | 9      |
| Ajax       | 2018/19 | Eredivisie     | 29     | 16   | 3             | 0             | —            | —            | 17              | 5               | —       | —       | 49     | 21     |
| Ajax       | 2019/20 | Eredivisie     | 21     | 6    | 2             | 0             | —            | —            | 11              | 2               | 1       | 0       | 35     | 8      |
| Ajax       | Celkem  | Celkem         | 112    | 38   | 7             | 1             | —            | —            | 45              | 9               | 1       | 0       | 165    | 48     |
| Chelsea    | 2020/21 | Premier League | 0      | 0    | 0             | 0             | 0            | 0            | 0               | 0               | —       | —       | 0      | 0      |
| Celkem     | Celkem  | Celkem         | 216    | 79   | 17            | 7             | 0            | 0            | 49              | 9               | 5       | 0       | 287    | 95     |

### Reprezentační
K zápasu odehranému 29. listopadu 2019
| Maroko |        |      |
| Rok    | Zápasy | Góly |
| 2015   | 4      | 0    |
| 2016   | 4      | 3    |
| 2017   | 4      | 2    |
| 2018   | 10     | 5    |
| 2019   | 10     | 2    |
| Celkem | 32     | 12   |

K zápasu odehranému 29. listopadu 2019. Skóre a výsledky Nizozemska jsou vždy zapisovány jako první.
| Gól | Datum              | Místo                                         | Zápas | Soupeř                       | Skóre | Výsledek | Soutěž                                   |
| --- | ------------------ | --------------------------------------------- | ----- | ---------------------------- | ----- | -------- | ---------------------------------------- |
| 1.  | 4. září 2016       | Prince Moulay Abdellah Stadium, Rabat, Maroko | 7.    | Svatý Tomáš a Princův ostrov | 1:0   | 2:0      | Kvalifikace na Africký pohár národů 2017 |
| 2.  | 11. října 2016     | Stade de Marrakech, Marrákeš, Maroko          | 8.    | Kanada                       | 2:0   | 4:0      | Přátelský zápas                          |
| 3.  | 11. října 2016     | Stade de Marrakech, Marrákeš, Maroko          | 8.    | Kanada                       | 3:0   | 4:0      | Přátelský zápas                          |
| 4.  | 1. září 2017       | Prince Moulay Abdellah Stadium, Rabat, Maroko | 9.    | Mali                         | 1:0   | 6:0      | Kvalifikace na Mistrovství světa 2018    |
| 5.  | 1. září 2017       | Prince Moulay Abdellah Stadium, Rabat, Maroko | 9.    | Mali                         | 3:0   | 6:0      | Kvalifikace na Mistrovství světa 2018    |
| 6.  | 23. března 2018    | Stadio Olimpico, Turín, Itálie                | 13.   | Srbsko                       | 1:0   | 2:1      | Přátelský zápas                          |
| 7.  | 9. června 2018     | A. Le Coq Arena, Tallinn, Estonsko            | 17.   | Estonsko                     | 2:0   | 3:1      | Přátelský zápas                          |
| 8.  | 9. září 2018       | Stade Mohammed V, Casablanca, Maroko          | 21.   | Malawi                       | 1:0   | 3:0      | Kvalifikace na Africký pohár národů 2019 |
| 9.  | 16. listopadu 2018 | Stade Mohammed V, Casablanca, Maroko          | 22.   | Kamerun                      | 1:0   | 2:0      | Kvalifikace na Africký pohár národů 2019 |
| 10. | 16. listopadu 2018 | Stade Mohammed V, Casablanca, Maroko          | 22.   | Kamerun                      | 2:0   | 2:0      | Kvalifikace na Africký pohár národů 2019 |
| 11. | 16. června 2019    | Stade de Marrakech, Marrákeš, Maroko          | 24.   | Zambie                       | 1:1   | 2:3      | Přátelský zápas                          |
| 12. | 16. června 2019    | Stade de Marrakech, Marrákeš, Maroko          | 24.   | Zambie                       | 2:2   | 2:3      | Přátelský zápas                          |